# Кингсли, Чарльз
Чарльз Кингсли (Чарльз Кингслей англ. Charles Kingsley; 12 июня 1819 года, Девон, Великобритания — 23 января 1875, Гэмпшир, Великобритания) — английский писатель и проповедник. Один из основоположников христианского социализма.

## Биография
Родился в деревне Холн в Девоншире, где его отец был викарием. В 1836 году его отец получил приход в Челси, и семья переехала в Лондон, где Кингсли поступил в Кингс-колледж. В 1838 году зачислен в Кембридж.
Окончив университет, в феврале 1842 года принял духовный сан и получил место приходского священника в деревне Эверсли в Гемпшире, где и прожил почти всю жизнь, изредка только совершая поездки в Лондон и на континент.

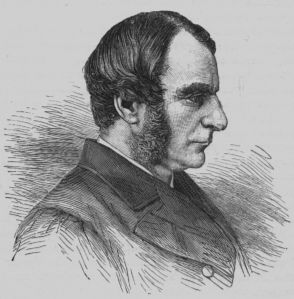
Чарльз Кингсли

Противник школы Ньюмена, в которой он видел только проповедь нездорового аскетизма и клерикального догматизма, Кингсли зачитывался Карлейлем и усердно изучал «Kingdom of Christ» Мориса, проповедовавшего не возврат к первобытной церкви, а веру в непосредственное и непрерывное откровение божественного начала в человеческой жизни. Работая над улучшением нравов в своем запущенном приходе, Кингсли обратился за советами к Морису и вскоре примкнул к начатому по его инициативе движению, развитию которого содействовал статьями в газетах «Politics for the people» («Политика для народа», выходила в мае-июле 1848, Кингсли был одним из редакторов) и «Christian Socialist» (выходила в 1850—1851), под псевдонимом Parson Lot (Пастор Лот). В декабре 1849 года вместе с Морисом и Томасом Хьюзом объявил себя «христианским социалистом» (новый для той поры термин). В январе 1850 года вошёл в Совет покровителей Общества содействия рабочим ассоциациям. В том же духе христианского социализма произнесена была Кингсли наделавшая шуму проповедь: «The Message of the Church to the Laboring Man»; из-за неё Кингсли чуть было не был лишен права проповеди, а с другой стороны, приобрёл большую популярность среди рабочих.
После 1852 года отошёл от политики. В 1860 году по приглашению принца-консорта Альберта Саксен-Кобург-Готского стал его духовником, а после его смерти в 1861 году — духовником королевы Виктории. С 1860 по 1869 год был профессором новой истории Кембриджского университета. В 1871 году совершил путешествие в Вест-Индию и по возвращении описал свои впечатления в книге «At Last». В 1870—1873 годах служил каноником Честерского собора. С 1873 года — каноник Вестминстерского аббатства.
Умер 23 января 1875 года в Эверсли (Гэмпшир) от пневмонии и был похоронен в местной церкви Св. Марии.

## Расовые взгляды
Являлся ревностным поклонником англосаксонизма, и был замечен в качестве основного инициатора идеологии, в частности, в 1840-х годах. Предполагал, что англичане были «по существу тевтонской расой, кровными родственниками немцев, голландцев, скандинавов». Допускал, что существует «сильный норвежский элемент в тевтонизме и англосаксонизме».
Смешивая мифологию и христианство, пытался соединить протестантизм, который практиковался в то время, с древнескандинавской религией, заявив, что англиканская церковь «чудесным и таинственным образом приспособлена для душ свободной норвежско-саксонской расы». Он считал, что предки англосаксов, норвежцев и германцев физически сражались бок о бок с богом Одином, и что британская монархия генетически произошла от бога.
Отзывался об ирландцах в крайне уничижительных выражениях.
В частности, посетив графство Слайго в Ирландии, писал в 1860 году в письме своей жене из замка Маркри: «Меня преследуют человеческие шимпанзе, которых я видел в той сотне миль ужасной страны [Ирландия] … [ибо] видеть белых шимпанзе — это ужасно; если бы они были черными, этого бы не было так чрезмерно, но их кожа, за исключением тех, которые загорели в результате воздействия открытого света, такая же белая, как наша».

## Творчество

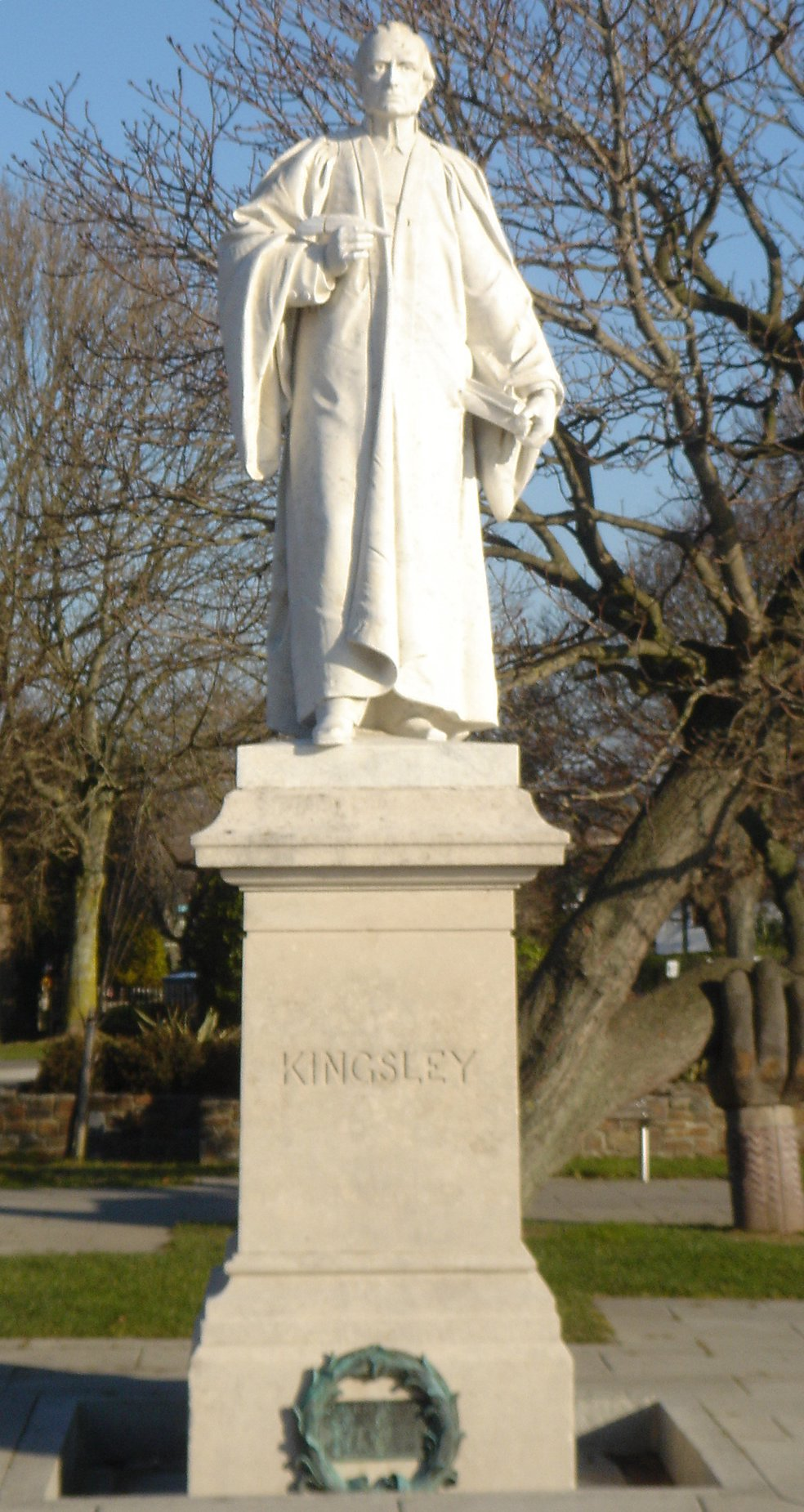
Памятник Чарльзу Кингсли в Девоне.

В драматической поэме «The Saint’s Tragedy» (1848) Кингсли рисует поэтическую картину средневекового пиетизма и задевает вместе с тем религиозные вопросы дня. Романы его «Элтон Локк» (англ. Alton Locke, 1850) и «Закваска» (англ. Yeast, 1849) полны глубокой симпатии к страданиям рабочего и сельского населения; они беспощадно обличают несправедливость землевладельческих законов, возмутительность постановки вопроса о браконьерстве и т. п. Вполне, однако, Кингсли к радикалам не примыкает; он защищает палату лордов, права и привилегии сельских священников и т. п., стремясь не к перемене существующего строя, а к лечению слишком наболевших ран. В 1853 году появился один из самых знаменитых романов Кингсли — «Ипатия» (англ. Hypatia), воспроизводящий, с глубоким пониманием отживших цивилизаций, картину нарождающегося христианства в борьбе с греческой философией в Александрии V века н. э.
В 1855 году издан был исторический роман Кингсли «Вперёд, на Запад!» (англ. Westward Ho!), с большим талантом и яркостью красок описывающий Англию времен Елизаветы Тюдор. «Два года назад», со своими поэтическими описаниями Девоншира, и исторический роман «Херевард-повстанец» (англ. Hereward the Wake, 1866) о национальном англосаксонском герое Хереварде заключают собой серию романов Кингсли. Отличительные черты Кингсли, как романиста, — живой юмор, тонкая наблюдательность, гуманное отношение к страждущим и пылкий энтузиазм, рядом с которым постоянно чувствуется горячность полемиста. Он любил сам говорить про свою «мускулистую христианскую веру».
Произведения Кингсли для детей, в частности, сказку «Дети воды» (англ. The Water-Babies, A Fairy Tale for a Land Baby, 1863) некоторые литературоведы относят к первым произведениям жанра детского фэнтези.
Роберт Льюис Стивенсон заимствовал из его книги «Наконец-то: Рождество в Вест-Индии» (англ. At last: a Christmas in the West Indies, 1871) немало фактов и сюжетов для своего романа «Остров сокровищ» (1883).
Собрание сочинений Кингсли, в состав которого вошли его романы, критические этюды и проповеди, заняло 28 томов (1879—1881).
На стихи Кингсли написана кантата Элис Смит «Ода северо-западному ветру».

## Издания сочинений
- Kingsley C. The Works of C. Kingsley. L., 1880—1885. 28 vols
- Кингсли Чарльз, «Храбрый искатель приключений Эмиас Лэй из Бэруффа, его друзья и их приключения в Старом и Новом свете», М., Молодая гвардия. 1931
- Кингсли Чарльз, [lib.aldebaran.ru/author/kingsli_charlz/kingsli_charlz_ipatiya/ «Ипатия»], М. Журнально-газетное объединение, 1936
- Кингсли Чарльз, «Дети воды» // «Как дочка короля плакала по Луне. Сказки английских писателей», Новосибирское книжное изд-во. 1992
- Кингсли Чарльз, «Дети вод», Киев. ПТОО А. С. К., 1993
- Кингсли Чарльз, «Вперед, на Запад!», М., Вече, 2008 (под этим названием издан роман «Искатель приключений Эмиас Лэй»)